# Ziziphus amole
Ziziphus amole är en brakvedsväxtart som först beskrevs av Sesse och Moc., och fick sitt nu gällande namn av Marshall Conring Johnston. Ziziphus amole ingår i släktet Ziziphus och familjen brakvedsväxter. Inga underarter finns listade i Catalogue of Life.